# Argentina-Bélgica em futebol
Argentina-Bélgica em futebol refere-se ao confronto entre as seleções da Argentina e da Bélgica no futebol.

## Histórico
Histórico do confronto entre Argentina e Bélgica no futebol profissional, categoria masculino:
| Data                  | Cidade                  | Jogo                | Resultado | Competição            |
| 13 de junho de 1982   | Barcelona Espanha       | Argentina - Bélgica | 0 - 1     | Copa do Mundo de 1982 |
| 5 de setembro de 1984 | Bruxelas Bélgica        | Bélgica - Argentina | 0 - 2     | jogo amigável         |
| 25 de junho de 1986   | Cidade do México México | Argentina - Bélgica | 2 - 0     | Copa do Mundo de 1986 |
| 5 de julho de 2014    | Brasília Brasil         | Argentina - Bélgica | 1 - 0     | Copa do Mundo de 2014 |

## Estatísticas
- Atualizado até 16 de julho de 2014 [5]

| Equipe    | Jogos | Vitórias | Empates | Gols marcados |
| --------- | ----- | -------- | ------- | ------------- |
| Argentina | 4     | 3        | 0       | 5             |
| Bélgica   | 4     | 1        | 0       | 1             |

### Números por competição
| Competição    | Jogos | Vitórias da Argentina | Empates | Vitórias da Bélgica | Gols da Argentina | Gols da Bélgica |
| ------------- | ----- | --------------------- | ------- | ------------------- | ----------------- | --------------- |
| Copa do Mundo | 3     | 2                     | 0       | 1                   | 3                 | 1               |
| Jogo amigável | 1     | 1                     | 0       | 0                   | 2                 | 0               |
| Total         | 4     | 3                     | 0       | 1                   | 5                 | 1               |

### Artilheiros
- Atualizado até 16 de julho de 2014

| Gols   | Argentina                                         | Bélgica           |
| ------ | ------------------------------------------------- | ----------------- |
| 2 gols | Diego Maradona                                    | -                 |
| 1 gol  | Gonzalo Higuaín, Marcelo Trobbiani, Oscar Ruggeri | Erwin Vandenbergh |
| Total  | 5                                                 | 1                 |